# Олні (Техас)
Олні (англ. Olney) — місто (англ. city) в США, в окрузі Янг штату Техас. Населення — 3007 осіб (2020).

## Географія
Олні розташоване за координатами 33°21′51″ пн. ш. 98°45′31″ зх. д. / 33.36417° пн. ш. 98.75861° зх. д. (33.364143, -98.758486).  За даними Бюро перепису населення США в 2010 році місто мало площу 5,25 км², з яких 5,24 км² — суходіл та 0,01 км² — водойми.

### Клімат
| Кліматограма Олні                                                                                            | Кліматограма Олні | Кліматограма Олні | Кліматограма Олні | Кліматограма Олні | Кліматограма Олні | Кліматограма Олні | Кліматограма Олні | Кліматограма Олні | Кліматограма Олні | Кліматограма Олні | Кліматограма Олні |
| --- | ----------------- | ----------------- | ----------------- | ----------------- | ----------------- | ----------------- | ----------------- | ----------------- | ----------------- | ----------------- | ----------------- |
| С | Л                 | Б                 | К                 | Т                 | Ч                 | Л                 | С                 | В                 | Ж                 | Л                 | Г                 |
| 36 13 −2 | 49 15 1           | 65 19 4           | 69 25 9           | 127 28 14         | 102 33 19         | 61 36 22          | 50 36 22          | 62 32 17          | 90 26 11          | 48 19 4           | 42 13 −1          |
| Середня макс. і мін. температури повітря (°C) Атмосферні опади (мм), за рік : 801,2 мм. Джерело: weather.com |                   |                   |                   |                   |                   |                   |                   |                   |                   |                   |                   |

## Демографія
Згідно з переписом 2010 року, у місті мешкало 3285 осіб у 1342 домогосподарствах у складі 890 родин. Густота населення становила 625 осіб/км².  Було 1545 помешкань (294/км²).
Расовий склад населення:
| - 88,9 % — білих - 2,2 % — чорних або афроамериканців - 0,8 % — корінних американців - 0,4 % — азіатів - 4,8 % — осіб інших рас |

До двох чи більше рас належало 2,9 %. Частка іспаномовних становила 20,6 % від усіх жителів.
За віковим діапазоном населення розподілялося таким чином: 25,1 % — особи молодші 18 років, 57,2 % — особи у віці 18—64 років, 17,7 % — особи у віці 65 років та старші. Медіана віку мешканця становила 40,3 року. На 100 осіб жіночої статі у місті припадало 95,8 чоловіків;  на 100 жінок у віці від 18 років та старших — 88,7 чоловіків також старших 18 років.
Середній дохід на одне домашнє господарство  становив 48 142 долари США (медіана — 36 186), а середній дохід на одну сім'ю — 55 366 доларів (медіана — 44 792). Медіана доходів становила 38 271 долар для чоловіків та 21 563 долари для жінок. За межею бідності перебувало 16,5 % осіб, у тому числі 29,0 % дітей у віці до 18 років та 9,4 % осіб у віці 65 років та старших.
Цивільне працевлаштоване населення становило 1532 особи. Основні галузі зайнятості: виробництво — 25,2 %, освіта, охорона здоров'я та соціальна допомога — 24,1 %, роздрібна торгівля — 13,1 %, сільське господарство, лісництво, риболовля — 8,9 %.